# Teresa de Escoriaza
Teresa de Escoriaza i Zabalza (Sant Sebastià, 7 de desembre de 1891-Sant Sebastià, 18 de juliol de 1968) va ser una periodista i escriptora espanyola. Va ser una de les primeres dones a exercir com a corresponsal de guerra i a traslladar-se als escenaris dels conflictes bèl·lics des d'on enviava les cròniques. També va ser pionera en les emissions radiofòniques. Usà puntualment el pseudònim «Félix de Haro».

## Formació
Estudià a l'Institut Cardenal Cisneros, de Madrid, on va fer el batxillerat, a l'Académie de Bordeaux (França), on va obtenir un diploma de professora d'ensenyament elemental el 1910, i a les Universitats de Madrid i Liverpool. El 1917 es va embarcar per primera vegada cap a Nova York, des de Barcelona. Viatjaria també fins a Connecticut, i s'establiria com a professora d'espanyol i de francès, feina que aviat va començar a compatibilitzar amb el periodisme.

## Carrera periodística
S'inicià en el periodisme el 1919 mentre estava a Nova York, des d'on enviava unes cròniques al diari La Libertad –«Desde Nueva York»– que van causar sensació. Ben escrites, mostraven la modernitat dels Estats Units i la vida quotidiana a la ciutat de Nova York, amb naturalitat i distància crítica. Signà els primers escrits amb el pseudònim Félix de Haro, seguint així certa tradició espanyola de dones escriptores i intel·lectuals que firmaven amb noms masculins. Pocs mesos després comença a signar amb el seu nom. El seu diari l'envià el 1921 com a corresponsal a la Guerra del Rif i va enviar des d'allà unes cròniques periodístiques escrites des del front, amb una prosa directa i sense floritures que van ser molt comentades i elogiades. El 1928 va escriure des dels Estats Units las «Páginas de la mujer», per al diari El Mundo Gráfico, que es van publicar fins al 1936, en què estimulava la cultura de la modernitat, defensava els drets civils i polítics de les dones i la seva independència, basada en l'estudi i el treball.
Va col·laborar també en les emissions radiofòniques incipients, en les quals va ser pionera. Es considera que va pronunciar el primer discurs feminista a través de la ràdio en la història d'Espanyaː la «Primera conferencia sobre la situación de la mujer en España», que dictà el 22 de maig, emesa per Ràdio Ibèrica, en què expressava la seva confiança en les possibilitats del mitjà per a la formació femenina. En seguiren d'altres, de xerrades, amb la mateixa temàtica. És també la responsable en aquesta mateixa emissora del programa Curso de francés para teleoyentes.
Va ser autora d'obres com Del dolor de la guerraː crónicas de la campaña de Marruecos (1921), que aplegava les seves cròniques des del front del Marroc, i de la novel·la El crisol de las razas (1929). Va escriure també el pròleg d'una antología de poesia femenina (1929) i va traduir del francès la novel·la de Marie Deschard La corte de las damas. Va viure als Estats Units, on es va instal·lar de forma permanent abans de la Guerra Civil; es nacionalitzaria nord-americana el 1938 i continuà treballant com a docent, al Montclair State Teachers College, de Nova Jersey. Va decidir retornar a Espanya uns anys abans de morir.